# Pokolj u Varešu
Pokolj u Varešu bio je ratni zločin koji su počinile bošnjačko-muslimanske snage nad Hrvatima tijekom agresije na prostore Hrvata Srednje Bosne. Počinile su ga 30. listopada 1993. u gradu većinski hrvatskom Varešu, nakon što su ga osvojile. Dio Hrvata nije se htio povući s HVO-om. Računali su da su civili i da ako dođe ABiH da im neće ništa biti. Lažno uvjerenje koštalo ih je života. Snagama Vlade koja je zastupala samo Muslimane-Bošnjake nije bilo samo do teritorija i uspostave tobože jedine regularne vlasti, one muslimansko-bošnjačke, nego im je od početka bio cilj očistiti vareški kraj od Hrvata. Muslimansko-bošnjačke snage ubile su 17 civila Hrvata. Vareška katastrofa uslijedila je nakon kakanjske i općina je doživjela egzodus Hrvata te je potpuno etnički očišćena od Hrvata. Radi zastrašivanja, sprječavanja i onemogućavanja povratka bošnjačke snage do temelja su spalile 320 obiteljskih kuća u obližnjoj Borovici.